# Carmen Vásquez
Carmen Inés Vásquez Camacho, née en 1963 à Buenaventura, est une avocate et femme politique colombienne. 
De 2018 à 2020, elle occupe le poste de ministre de la Culture sous la présidence d'Iván Duque.